# داريل كورنيل
داريل كورنيل (بالإنجليزية: Darrell Cornell)‏ هو ضابط أمريكي، ولد في 1932، وتوفي في 10 أكتوبر 1984 في Suwon Air Base ‏ في كوريا الجنوبية.